# Lista monarhilor ruși

## Cneji apoi Mari Cneji ai Moscovei (1283-1547)

### Dinastia Rurik
| Poz                                                                                  | Portret            | Nume                                                                                        | Domnie      | Dinastie | Note | Blazon |
| ------------------------------------------------------------------------------------ | ------------------ | ------------------------------------------------------------------------------------------- | ----------- | -------- | --- | ------ |
| 1                                                                                    | Daniel al Moscovei | Daniel I Sfântul Daniel al Moscovei (1261, ? – 4 martie 1303, ?)                            | 1283 – 1303 | Rurik    | Fiul lui Alexandr Nevski și a Marii Ducese Bassa. Primul Cneaz al Moscovei, a fost canonizat în 1652. Descendenții săi au domnit în Rusia până în 1598.                             |        |
| 2                                                                                    | Iuri al Moscovei   | Iuri I (1281, ? – 21 noiembrie 1325, Kolotcha)                                              | 1303 – 1325 | Rurik    | Fiu al lui Daniel al Moscovei și al Mariei. A fost Mare Cneaz de Vladimir-Suzdal.                                                                                                   |        |
| 3                                                                                    | Ivan I             | Ivan I (1288, Moscova – 31 martie 1340, Moscova)                                            | 1325 – 1340 | Rurik    | Fiu al lui Daniel al Moscovei și al Mariei. A fost Mare Cneaz de Vladimir-Suzdal.                                                                                                   |        |
| 4                                                                                    | Simeon I           | Simeon I cel Mândru (7 noiembrie 1316, Moscova – 27 aprilie 1353, Moscova)                  | 1340 – 1353 | Rurik    | Fiu al lui Ivan I al Moscovei și al Elenei. A fost Mare Cneaz de Vladimir-Suzdal; el a devenit primul Mare Cneaz al Moscovei.                                                       |        |
| 5                                                                                    | Ivan II            | Ivan al II-lea cel Bun (30 martie 1326, Moscova – 13 noiembrie 1359, Moscova)               | 1353 – 1359 | Rurik    | Fiu al lui Ivan I al Moscovei și al Elenei. A fost Mare Cneaz de Vladimir-Suzdal.                                                                                                   |        |
| 6                                                                                    | Dimitri I          | Dmitri Donskoi (12 octombrie 1350, Moscova – 19 mai 1389, Moscova)                          | 1359 – 1389 | Rurik    | Fiu al lui Ivan al II-lea și al Alexandrei Vasilievna Veliaminova. A fost Mare Cneaz de Vladimir-Suzdal.                                                                            |        |
| 7                                                                                    | Vasili I           | Vasili I (30 decembrie 1371, Moscova – 27 februarie 1425, Moscova)                          | 1389 – 1425 | Rurik    | Fiu al lui Dmitri Donskoi și al Eudoxiei de Suzdal. A fost Mare Cneaz de Vladimir-Suzdal.                                                                                           |        |
| Regență (1425 - 1433): Sofia a Lituaniei.                                            |                    |                                                                                             |             |          | |        |
| 8                                                                                    | Vasili II          | Vasili al II-lea cel Orb (10 martie 1415, Moscova – 27 martie 1462, Moscova)                | 1425 – 1462 | Rurik    | Fiu al lui Vasili I și al Sofiei a Lituaniei. Mare Cneaz al Moscovei din 1425 până în 1462.                                                                                         |        |
| 9                                                                                    | Ivan III           | Ivan al III-lea al Rusiei cel Mare (22 ianuarie 1440, Moscova – 27 octombrie 1505, Moscova) | 1462 – 1505 | Rurik    | Fiu al lui Vasili al II-lea și al Mariei de Borovsk. Domnia sa este semnificativă deoarece marchează un pas important în unificarea statului rus.                                   |        |
| 10                                                                                   | Vasili III         | Vasili al III-lea al Rusiei cel Mare (25 martie 1479, Moscova – 3 decembrie 1533, Moscova)  | 1505 – 1533 | Rurik    | Fiu al lui Ivan al III-lea și al celei de-a doua soții Sofia Paleologu. |        |
| Regență (1533 - 1547): Elena Glinska (1533-1538) și Consiliul de Boieri (1538-1547). |                    |                                                                                             |             |          | |        |
| 11                                                                                   | Ivan IV            | Ivan al IV-lea cel Groaznic (25 august 1530, Kolomenskoye – 18 martie 1584, Moscova)        | 1533 – 1547 | Rurik    | Fiu al lui Vasili al III-lea și a celei de-a doua soții, Elena Glinska. A devenit primul suveran rus care a purtat titlul de "Țar al tuturor Rusiilor" în 1547 la vârsta de 17 ani. |        |

## Țari ai Rusiei (1547-1721)

### Dinastia Rurik
| Poz                                   | Portret          | Nume                                                                                 | Domnie      | Dinastie | Note | Blazon |
| ------------------------------------- | ---------------- | ------------------------------------------------------------------------------------ | ----------- | -------- | --- | ------ |
| 11                                    | Ivan IV          | Ivan al IV-lea cel Groaznic (25 august 1530, Kolomenskoye – 18 martie 1584, Moscova) | 1547 – 1584 | Rurik    | A devenit primul suveran rus care a purtat titlul de "Țar al tuturor Rusiilor" în 1547 la vârsta de 17 ani.                        |        |
| Regență (1584 - 1598): Boris Godunov. |                  |                                                                                      |             |          | |        |
| 12                                    | Fédor Format:Ier | Feodor I (31 mai 1557, Moscova – 7 ianuarie 1598, Moscova)                           | 1584 – 1598 | Rurik    | Fiu al lui Ivan al IV-lea și a primei soții Anastasia Romanovna. Nu a avut moștenitori, a fost ultimul suveran al dinastiei Rurik. |        |

### Timpurile tulburi
| Poz | Portret        | Nume                                                                                              | Domnie      | Dinastie | Note | Blazon |
| --- | -------------- | ------------------------------------------------------------------------------------------------- | ----------- | -------- | --- | ------ |
| 13  | Irina Godunova | Irina Godunova (1557, Moscova – 29 octombrie 1603, Moscova)                                       | 1598        | Godunov  | Fiica lui Feodor Ivanovici Godunov. După moartea soțului ei, Feodor I, ultimul Rurik, ea a avut puterea timp de câteva luni până la alegerea fratelui ei Boris Godunov. |        |
| 14  | Boris Godunov  | Boris Godunov (1551, Viazma – 13 aprilie 1605, Moscova)                                           | 1598 – 1605 | Godunov  | Fiu al lui Feodor Ivanovitci Godunov. După moartea misterioasă a moștenitorului Dimitri Ivanovitci în 1591 și moartea cumnatului său, țarul Feodor I, în 1598, el a devenit țar. Această alegere a marcat începutul Timpurilor tulburi. A reușit să domnească până la moartea sa subită în 1605. |        |
| 15  | Feodor II      | Feodor al II-lea (1589, Moscova – 20 iunie 1605, Moscova)                                         | 1605        | Godunov  | Fiu al lui Boris Godunov și al Mariei Grigorievna Skuratova-Belskaya; a fost asasinat după câteva luni de domnie în același timp cu mama sa. |        |
| 16  | Dimitri II     | Dmitri I Uzurpatorul (1582, ? – 17 mai 1606, Moscova)                                             | 1605 – 1606 | Otrepiev | Uzurpator, el a urcat pe tron în 1605 trecând drept prințul Dmitri Ivanovici, fiul cel mic al țarului Ivan al IV-lea. A fost asasinat de către boieri un an mai târziu. |        |
| 17  | Vasili IV      | Vasili al IV-lea Țarul-Bandit (22 septembrie 1552, Nijni Novgorod – 12 septembrie 1612, Gostynin) | 1606 – 1610 | Șuiski   | Fiu al lui Ivan Andreevici Șuiski și a soției acestuia, Marfa Feodorovna. Provine din familia Șuiski, o ramură a dinastiei Rurik. A devenit țar după asasinarea Falsului Dmitri în 1606 până la destituirea sa de către moscoviți în 1610. A murit în Polonia la scurt timp după aceea.          |        |

### Casa de Vasa
| Poz | Portret       | Nume                                                                                                  | Domnie      | Dinastie | Note | Blazon |
| --- | ------------- | --- | ----------- | -------- | --- | ------ |
| 18  | Ladislas Vasa | Vladislav I Rege al Poloniei și Mare Duce al Lituaniei (9 iunie 1595, Cracovia – 20 mai 1648, Merecz) | 1610 – 1613 | Vasa     | Fiu al regelui Sigismund al III-lea Vasa și al Anei de Austria. A fost ales țar în 1610 de un consiliu de boieri. Polonezii au fost expulzați din Moscova în 1612 de către o revoltă condusă de Kuzma Minin și Dmitri Pojarski. În anul următor, boierii au ales un nou țar, Mihail Romanov. |        |

### Dinastia Romanov
| Poz                                    | Portret    | Nume                                                                                | Domnie      | Dinastie | Note | Blazon |
| -------------------------------------- | ---------- | ----------------------------------------------------------------------------------- | ----------- | -------- | --- | ------ |
| 19                                     | Mihail I   | Mihail I (21 iunie 1596, Moscova – 23 iulie 1645, Moscova)                          | 1613 – 1645 | Romanov  | Fiu al lui Feodor Romanov și al Mariei Ivanovna Saltikov. A fost ales țar în 1613 de către Zemski Sobor; este fondatorul dinastiei Romanov care a domnit în Rusia până în 1917.                    |        |
| 20                                     | Alexis I   | Alexei I Țarul cel mai Pașnic (19 martie 1629, Moscova – 8 februarie 1676, Moscova) | 1645 – 1676 | Romanov  | Fiu al lui Mihail I și Evdochia Streșnieva. |        |
| 21                                     | Feodor III | Feodor al III-lea (9 iunie 1661, Moscova – 7 mai 1682, Moscova)                     | 1676 – 1682 | Romanov  | Fiu al lui Alexei I și al Maria Miloslavskaia. |        |
| Regență (1682 - 1689): Sofia a Rusiei. |            |                                                                                     |             |          | |        |
| 22                                     | Ivan V     | Ivan al V-lea (6 septembrie 1666, Moscova – 8 februarie 1696, Moscova)              | 1682 – 1696 | Romanov  | Fiu al lui Alexei I și al Maria Miloslavskaia. A domnit împreună cu fratele său după tată Petru I din 1682 până la moartea sa în 1696.                                                             |        |
| 23                                     | Petru I    | Petru I cel Mare (9 iunie 1672, Moscova – 8 februarie 1725, Sankt-Petersburg)       | 1682 – 1721 | Romanov  | Fiu al lui Alexei I și al Natalia Narîșkina. A domnit împreună cu fratele său după tată Ivan al V-lea până la moartea acestuia în 1696 apoi a guvernat singur până în 1721 când a devenit împărat. |        |

## Împărați ai Rusiei(1721-1917)

### Dinastia Romanov
| Poz                                                                         | Portret         | Nume | Domnie            | Dinastie                 | Note | Blazon |
| --------------------------------------------------------------------------- | --------------- | --- | ----------------- | ------------------------ | --- | ------ |
| 23                                                                          | Petru I         | Petru I cel Mare (9 iunie 1672, Moscova – 8 februarie 1725, Sankt-Petersburg)                              | 1721 – 1725       | Romanov                  | Țar din 1682, el a devenit primul împărat al Imperiului rus din 1721 până la moartea sa în 1725. |        |
| 24                                                                          | Ecaterina I     | Ecaterina I (15 aprilie 1684, Livonie – 17 mai 1727, Sankt-Petersburg)                                     | 1725 – 1727       | Romanov                  | A doua soție a țarului Petru cel Mare. |        |
| 25                                                                          | Petru al II-lea | Petru al II-lea (23 octombrie 1715, Sankt-Petersburg – 30 ianuarie 1730, Moscova)                          | 1727 – 1730       | Romanov                  | Fiu al lui Alexei Petrovici, Țarevici al Rusiei și al Charlotte Christine de Brunswick-Wolfenbüttel, nepotul țarului Petru I al Rusiei. |        |
| 26                                                                          | Anne I          | Anna I (7 februarie 1693, Moscova – 28 octombrie 1740, Moscova)                                            | 1730 – 1740       | Romanov                  | A patra fiică a țarului Ivan al V-lea al Rusiei și a Prascovia Saltikova, nepoata de frate a țarului Petru I al Rusiei. |        |
| Regență (1740 - 1741): Ernst Johann von Biron și Anna Leopoldovna a Rusiei. |                 | |                   |                          | |        |
| 27                                                                          | Ivan VI         | Ivan al VI-lea (23 august 1740, Sankt-Petersburg – 16 iulie 1764, Shlisselburg)                            | 1740 – 1741       | Romanov                  | Fiu al Annei Leopoldovna a Rusiei și Antoine-Ulrich Brunswick-Wolfenbüttel, nepot al țarului Ivan al V-lea al Rusiei. Sub regența mamei sale, el a fost răsturnat la 6 decembrie 1741 și a fost închis în cetatea Shlisselburg, unde a fost asasinat în 1764.                                     |        |
| 28                                                                          | Elisabeta I     | Elisabeta I (29 decembrie 1709, Kolomenskoie – 5 ianuarie 1762, Sankt-Petersburg)                          | 1741 – 1762       | Romanov                  | Fiica țarului Petru I al Rusiei și a țarinei Ecaterina I a Rusiei. |        |
| 29                                                                          | Petru III       | Petru al III-lea (21 februarie 1728, Kiel – 17 iulie 1762, Ropcha)                                         | 1762              | Holstein-Gottorp-Romanov | Fiu al lui Karl Frederic, Duce de Holstein-Gottorp și a Marii Ducese Anna Petrovna a Rusiei, nepot al țarului Petru I al Rusiei. După 6 luni de domnie el a fost răsturnat de o lovitură de stat organizată de soția sa și viitoarea țarină Ecaterina a II-a și este ucis câteva zile mai târziu. |        |
| 30                                                                          | Ecaterina II    | Ecaterina a II-a cea Mare (21 aprilie 1729, Stettin – 17 noiembrie 1796, Sankt-Petersburg)                 | 1762 – 1796       | Holstein-Gottorp-Romanov | Soția țarului Petru al III-lea al Rusiei; și-a dat soțul jos printr-o lovitură de stat și a domnit 34 de ani. |        |
| 31                                                                          | Pavel I         | Pavel I (1 octombrie 1754, Sankt-Petersburg – 23 martie 1801, Moscova)                                     | 1796 - 1801       | Holstein-Gottorp-Romanov | Fiu al țarului Petru al III-lea al Rusiei și al țarinei Ecaterina a II-a a Rusiei. A murit asasinat în 1801 de un grup de ofițeri ruși. |        |
| 32                                                                          | Alexandru I     | Alexandru I (23 decembrie 1777, Sankt-Petersburg – 1 decembrie 1825, Taganrog)                             | 1801 – 1825       | Holstein-Gottorp-Romanov | Fiu al țarului Pavel I al Rusiei și al Sophie Dorothea de Württemberg. |        |
| 34                                                                          | Nicolae I       | Nicolae I (6 iulie 1796, Gatchina – 2 martie 1855, Sankt-Petersburg)                                       | 1825 – 1855       | Holstein-Gottorp-Romanov | Fiu al țarului Pavel I al Rusiei și al Sophie Dorothea de Württemberg. |        |
| 35                                                                          | Alexandru II    | Alexandru al II-lea Eliberatorul (29 aprilie 1818, Moscova – 13 martie 1881, Sankt-Petersburg)             | 1855 - 1881       | Holstein-Gottorp-Romanov | Fiu al țarului Nicolae I al Rusiei și al Alexandra Feodorovna a Rusiei. A fost asasinat la 13 martie 1881 într-un atentat cu bombă revendicat de gruparea teroristă "Voința poporului". |        |
| 36                                                                          | Alexandru III   | Alexandru al III-lea (10 martie 1845, Sankt-Petersburg – 1 noiembrie 1894, Yalta)                          | 1881 – 1894       | Holstein-Gottorp-Romanov | Fiu al țarului Alexandru al II-lea al Rusiei și al Maria de Hesse și de Rin. |        |
| 37                                                                          | Nicolae II      | Nicolae II Pacificatorul sau Sfântul țar Nicolae (18 mai 1868, Țarskoe Selo – 17 iulie 1918, Ekaterinburg) | 1894 - 1917       | Holstein-Gottorp-Romanov | Fiu al țarului Alexandru al III-lea al Rusiei și Dagmar a Danemarcei. După Revoluția din Februarie el abdică la 15 martie 1917 apoi el și familia sa au fost închiși la Villa Ipatiev unde au fost asasinați de bolșevici în noaptea de 16 spre 17 iulie 1918.                                    |        |
| 38                                                                          | Mihail II       | Mihail II (22 noiembrie 1878, Sant-Petersburg – 12 iunie 1918, Perm)                                       | 15-16 martie 1917 | Holstein-Gottorp-Romanov | Fiu al țarului Alexandru al III-lea al Rusiei și Dagmar a Danemarcei. Desemnat de Nicolae al II-lea ca succesor după abdicarea sa de la 15 martie 1917, el a abdicat la rândul său a doua zi. A fost asasinat de bolșevici anul următor.                                                          |        |